# Songo (Moçambic)
Songo és un municipi de Moçambic, situat a la província de Tete. En 2007 comptava amb una població de 26.775 habitants. Era l'antiga seu del districte de Cahora-Bassa abans que fos transferida a Chitima. Fou elevada a la categoria de vila el 6 de juliol de 1972. Disposa de l'aeroport de Songo.